# O Trigo e o Joio
O Trigo e o Joio (Portugiesisch für: Der Weizen und die Spreu) ist ein Film des Regisseurs Manuel Guimarães aus dem Jahr 1965. Das schwarzweiße Filmdrama spielt im Alentejo, dem traditionellen Weizenanbaugebiet Portugals. Im Film ist zudem der hier typische Cante-Alentejano-Gesang mehrfach zu hören.

## Handlung
Der zupackende und optimistische Ti Loas lebt mit seiner kleinen Familie in ärmlichen Verhältnissen auf seinem kleinen Hof, der sich nur mühsam zwischen dem ansonsten vorherrschenden Großgrundbesitz halten kann. Er träumt von einer massigen Weizenernte und spart heimlich Geld, um einen Esel zu kaufen und ein großes Weizenfeld bestellen zu können. Seine stets skeptische und pragmatisch-nüchterne, aus dem Norden Portugals stammende Frau Joana dagegen hält nicht viel von seinen Plänen. Sie ist von den weiten gelben Weizenfeldern angewidert und grünen Obst- und Gemüsegärten zugetan, die die Familie allein bestellen kann.
Loas heuert den mittellosen Tagelöhner Barbaças an, damit dieser ihm bei seinem Projekt zu hilft. Er schickt Barbaças mit seinen Ersparnissen zum Markt von Baleizão, um einen Esel zu kaufen. Barbaças trifft dort jedoch den verschlagenen Vieirinha, der ihn geschickt einwickelt und das Geld auf dem Markt mit Wein, Weib und Gesang durchbringt. Als Barbaças klar wird, dass er das Geld verloren hat und sich zusammen mit Vieirinha und Ti Loas vor dem Großgrundbesitzer und lokalem Machthaber Maldonaldo wiederfindet, verhindert er voller Wut und Scham, dass Loas den von Maldonaldo erstatteten Betrag annimmt und verspricht, selbst für die Erstattung zu sorgen.
Verzweifelt nimmt Barbaças jede Arbeit an und vertieft auch eine sich anbahnende Beziehung zu einer Saisonarbeiterin aus dem Norden Portugals schweren Herzens nicht, um weiter die Summe zusammenzubekommen.
Als Vieirinha erschlagen in einem Weizenfeld Maldonaldos auftaucht, verfolgt dieser die Sache nicht weiter, lässt den Leichnam begraben und tut den Mord mit der Bedeutungslosigkeit eines solchen Lebens im Verhältnis zum Boden ab.
Nachdem Barbaças am Ende der Ernte ausbezahlt wird und die verlorene Summe zusammen hat, geht er zu Ti Loas zurück. Er wird dort freundlich zurück in der Familie aufgenommen, und Loas kauft einem alten Ehepaar ihren Esel ab, gegen den anfänglichen Widerstand der alten Olga. Als Loas stolz mit dem Esel nach Hause kommt, hat Barbaças die Familie verlassen. Loas geht seine Pläne alleine an, erlebt jedoch einen tiefen Rückschlag, als sich der Esel als leprös erweist. Er arbeitet weiter mit dem Tier, bis ihre Tochter von ersten Beulen befallen wird. Gefangen zwischen der Sorge um ihre Gesundheit und der Notwendigkeit, weiter mit dem Esel zu arbeiten, wendet sich Loas verzweifelt der Hexerei zu, gegen den Widerstand seiner stets skeptischen und vernunftgesteuerten Frau. Er sucht Barbaças auf, zündet mit ihm zusammen ein nächtliches Feuer an und treibt Esel und Tochter mehrfach über das Feuer. Er hält das Ritual für erfüllt und Tier und Tochter für geheilt, seine Frau jedoch glaubt nicht daran und erschießt das Tier kurzerhand noch in der Nacht, nachdem sich Loas weigert. Verzweifelt strauchelt Loas nun über seinen erst halb gepflügten Acker, da nimmt Barbaças eine Feldhacke und beginnt, das Feld von Hand umzugraben. Loas fasst neuen Mut und zusammen graben sie den Rest des Ackers vor der aufgehenden Sonne selbst um.

## Rezeption
Der Film feierte am 9. November 1965 Premiere im Lissabonner Kino Cinema Monumental an der Praça Duque de Saldanha (1951 eröffnet, 1984 wieder geschlossen). Er basiert auf dem gleichnamigen Roman aus dem Jahr 1954 des neorealistischen portugiesischen Schriftstellers Fernando Namora, der auch das Drehbuch mitschrieb.
Gedreht wurde in den weiten, abgelegenen Landschaften der südportugiesischen Region Alentejo, die damals noch besonders stark durch eine tiefe gesellschaftliche Spaltung zwischen wohlhabender und mächtiger Großgrundbesitzerschicht und von ihnen abhängiger Landarbeiterbevölkerung gekennzeichnet war und erst später, nach der Nelkenrevolution 1974, wesentliche gesellschaftliche Verbesserungen erfuhr. Fernando Namora war hier in den 1940er Jahren als Landarzt tätig.
Die Kritik erkannte in diesem Film den guten Willen des Regisseurs, einen erneuten Versuch, einen überzeugenden neorealistischen Films in Portugal zu drehen. Jedoch war es dafür zu spät, zu überholt wirkte der Stil und zu wenig überzeugend waren die Darstellungen angesichts der Realitäten. Positiv wurden die Landschaftsaufnahmen und einige gelungene Momente im Film angemerkt. Trotz Produktion von António da Cunha Telles hat der Regisseur hier den Anschluss an den zwischenzeitlich etablierten Neuen Portugiesischen Film verpasst.
O Trigo e o Soio erschien zuletzt 2010 in einer DVD-Box mit fünf Filmen des Regisseurs Manuel Guimarães bei Costa do Castelo-Filmes in Zusammenarbeit mit der Cinemateca Portuguesa.